# Roman Fus
Roman Fus (ur. 1960 w Działdowie, zm. 10 stycznia 2007 w Elblągu) – polski artysta rzeźbiarz, zajmował się także rysunkiem.

## Życiorys
Absolwent Państwowej Wyższej Szkoły Sztuk Plastycznych (ASP) w Gdańsku na Wydziale Rzeźby u prof. Franciszka Duszeńki, na której dyplom obronił w 1990 u prof. Alberta Zalewskiego. W latach 1984–1985 był laureatem wielu konkursów uczelnianych.
Wiele lat życia rzeźbiarz spędził w Elblągu, w którym tworzył i wystawiał swoje prace. Był zaangażowany w różne elbląskie przedsięwzięcia artystyczne.
Roman Fus rzeźbił w stali, granicie, brązie, drewnie, a także w śniegu. Był pomysłodawcą pierwszego w Polsce pleneru śnieżnego, który co roku organizowany jest w Elblągu. Na dziedzińcu elbląskiej Galerii El na początku każdego roku, podczas Festiwalu Rzeźby w Śniegu, tworzą uznani artyści (krajowi i zagraniczni) oraz wszyscy chętni, którzy zgłoszą się do konkursu.
Artysta zmarł w elbląskim Szpitalu Garnizonowym, prawdopodobnie na atak serca. Został pochowany na Cmentarzu Komunalnym w Iławie.

## Nagrody
- Zasłużony Działacz Kultury
- nagroda Salonu elbląskiego
- nagroda Wojewody elbląskiego

## Realizacje
- Obelisk Armii Krajowej w Elblągu,
- Obelisk Armii Krajowej w Malborku,
- Insygnia Prezydenta Miasta i Przewodniczącego Rady Miejskiej w Elblągu,
- Statueta Filantropa Roku - Ferdynand - Fundacja Elbląg,
- Statueta Lider Przedsiębiorczości - Małe i Średnie Przedsiębiorstwa,
- Statueta Primus Inter Pares - OPGiKA Elbląg,
- Tablica z brązu Pałac Abbega Nadleśnictwo Elbląg,
- Tablica z brązu - Honorowy Obywatel Miasta Elbląga ks. Klimuszko,
- Rekonstrukcja detali architektonicznych kamienic przy ul. Mickiewicza w Elblągu,
- Statueta dla Lidera I etapu Tour de Pologne

## Wystawy
- 1990 Galeria Fundacji Pro Arte Sacra Gdańsk
- 1992 Centrum Sztuki Galeria EL w Elblągu
- 1992 Krakowskie Triennale Rzeźby Religijnej
- 1992 The Baltic Symposium Truso 92' CS Galeria EL w Elblągu
- 1993 Salon Elbląski - wyróżnienie za zestaw rysunków
- 1993 I Festiwal Performance, CS Galeria EL - Komisarz Festiwalu, działania plastyczne PRELUDIUM
- 1995 Salon Zima - Wiosna, Warszawa, Galeria ZAR
- 1995 Salon Elbląski - wyróżnienie za rzeźbę
- 1996 Kunst Aus Polen, Hanower, Niemcy
- 1996 Galeria Forum Art, Lubeka, Berlin-Tempelhof
- 1996 Ogólnoświatowe Sympozjum Snowfest, Kanada – Sarnia (Ontario), London (Ontario), Frankenmuth
- 1996 Galeria Sztuki Współczesnej PRO ARTE PAX, Elbląg
- 1997 Salon Wiosenny 97', Warszawa
- 1997 Salon Elbląski - wyróżnienie za zestaw rzeźb
- 1998 Ronneby, Szwecja
- 1998 Ogólnoświatowe Symposium Snowfest - Kanada
- 1998 Sztuka Integracji - Integracja Sztuk, Dzierzgoń
- 1998 Muzeum w Elblągu - wystawa indywidualna
- 1998 Nagroda wojewody olsztyńskiego
- 1999 Salon Elbląski - nagroda za zestaw rzeźb
- 2000 Międzynarodowy Plener Rzeźbiarski Miast Siostrzanych, Liepaja, Łotwa
- 2000 Vernepfungen/Powiązania 2, Gelsenkirchen, Niemcy
- 2001 II Biennale Sztuki, BWA Olsztyn - wyróżnienie za zestaw rzeźb
- 2001 I Edycja Rzeźby w Śniegu, CS Galeria EL - pomysłodawca, organizator
- 2002 Nagroda Prezydenta Miasta Elbląga
- 2002 II Edycja Rzeźby w Śniegu, CS Galeria EL - pomysłodawca, organizator
- 2003 III Biennale Sztuki, BWA Olsztyn
- 2003 III Edycja Rzeźby w Śniegu, CS Galeria EL - pomysłodawca, współorganizator
- 2003 Salon Elbląski
- 2004 Nagroda Prezydenta Miasta Elbląga
- 2004 Odznaka Zasłużony Działacz Kultury, Ministerstwo Kultury i Sztuki RP
- 2004 IV Edycja Rzeźby w Śniegu, CS Galeria EL - pomysłodawca, współorganizator
- 2004 CS Galeria EL - wystawa indywidualna
- 2005 Salon Elbląski
- 2005/2006 V Edycja Rzeźby w Śniegu (V Międzynarodowy Festiwal Rzeźby w Śniegu) – pomysłodawca, współorganizator
- 2006 Wystawa Sztuki Miast Partnerskich, Compiègne, Francja